# Котешка змия
Котешката змия (Telescopus fallax) е вид змия от семейство Смокообразни (Colubridae), разпространена в Югоизточна Европа и Близкия изток.

## Описание
Достига обикновено 70-80 cm, максимално до 110 cm дължина. Оцветена е от светлосиво до белезникаво-жълто, с напречни тъмни петна от двете страни на гръбната линия. Името си дължи на тясната вертикална зеница на окото, подобна на тази на котките, и поради пъстрото си тяло, напомнящо котешка опашка.

## Разпространение
Котешката змия се среща по адриатическото крайбрежие на Балканския полуостров, в Гърция, Северна Македония и Източна Тракия, повечето острови в Източно Средиземно море, Дагестан, Закавказието, Туркменистан, Северозападен Иран, Северен Ирак, източното крайбрежие на Средиземно море до Синайския полуостров в Египет. В България се среща в най-топлите южни райони на Югозападна България – в Санданско-Петричката котловина, където обитава каменисти припечни склонове, голи или обрасли с храсталаци. Сравнително най-многобройна е по вулканичния рид Кожух. Смята се, че през последните десетилетия е увеличила числеността си. Възможно е числеността ѝ да е била подценявана поради нощния ѝ начин на живот и по-редките срещи с човека в резултат на това.

## Размножаване
Котешката змия снася в началото на лятото 6-9 яйца, от които в края на лятото се излюпват малките. Тя се храни с дребни гущери и гризачи, които умъртвява, използвайки две „оръжия“ – първо се увива около тях, за да ограничи движенията им, а след това ги умъртвява с отровата си. Отровните ѝ зъби са разположени в задния край на горната челюст, поради което за човека е напълно безопасна. Когато е застрашена, хапе, но общо взето е плашлива змия, която бърза да се скрие в случай на опасност.